# Сотницьке (Броварський район)
Сотницьке — село в Україні, у Броварському районі Київської області. Населення становить 45 осіб. Входить до складу Броварської міської громади.

## Назва
На мапі РСЧА 1941 року - х.Сотницький, 14 дворів.
20 березня 2024 року Комітет Верховної Ради України з питань організації державної влади, місцевого самоврядування, регіонального розвитку та містобудування підтримав перейменування села на Сотницьке, однак остаточне перейменування відбудеться тільки після успішного голосування у Верховній Раді.
19 вересня 2024 року Верховна Рада підтримала перейменування Переможця на Сотницьке.
Назва села походить від урочища Сотницьке.
Колишня назва села походить від колгоспа «Переможець».

## Населення

### Мова
Розподіл населення за рідною мовою за даними перепису 2001 року:
| Мова       | Кількість | Відсоток |
| ---------- | --------- | -------- |
| українська | 53        | 100%     |